# Parque provincial Esperanza
El parque provincial Esperanza es un área natural protegida de la provincia argentina de Misiones. El objetivo de su creación fue proteger las condiciones naturales de flora y fauna de un espacio de conexión entre dos áreas de importante biodiversidad.

## Características generales
Ubicado en el departamento Iguazú, en cercanías de la localidad de Puerto Esperanza el parque ocupa una extensión de 686 hectáreas. Su finalidad es proteger un manchón de selva que se extiende desde la sierra Morena hasta el Refugio privado Aguaraí-mi.

Está ubicado aproximadamente en torno a la posición 26°01′41″S 54°36′30″O / -26.02806, -54.60833.
Fue creado en el año 1991 por medio de la Ley N° 2876 sobre terrenos propiedad del estado provincial.
El área está atravesada por los arroyos Urugua-í y el Aguaray Guazú, que desembocan en el río Paraná y le confieren cierta protección a la zona.

La sierra Morena que forma su límite noreste desciende a un espacio de relieve relativamente plano, con alturas que no exceden los 300 m s. n. m..
El parque está incluido dentro de una gran región reconocida como una de las áreas importantes para la conservación de las aves (AICAs) de Argentina.

## Flora y fauna
La cobertura vegetal del área es característica de las selvas mixtas de laurel (Nectandra megapotamica) y guatambú (Balfourodendron riedelianum).
El parque funciona como lugar de tránsito o corredor para diversas especies, entre ellas venados, tatetos,  y felinos como el yaguareté (Panthera onca), entre otros.